# Бечер-Бей 1
Бечер-Бей 1 (англ. Becher Bay 1) — індіанська резервація в Канаді, у провінції Британська Колумбія, у межах регіонального округу Кепітел.

## Населення
За даними перепису 2016 року, індіанська резервація нараховувала 129 осіб, показавши скорочення на 60,2%, порівняно з 2011-м роком. Середня густина населення становила 49 осіб/км².
З офіційних мов обидвома одночасно володіли 5 жителів, тільки англійською — 125, а 5 — жодною з них. Усього 5 осіб вважали рідною мовою не одну з офіційних, з них усі — одну з корінних мов.
Працездатне населення становило 55% усього населення, рівень безробіття — 18,2%.

## Клімат
Середня річна температура становить 9,6°C, середня максимальна – 19°C, а середня мінімальна – -0,2°C. Середня річна кількість опадів – 1 076 мм.
| Клімат поселення                              | Клімат поселення | Клімат поселення | Клімат поселення | Клімат поселення | Клімат поселення | Клімат поселення | Клімат поселення | Клімат поселення | Клімат поселення | Клімат поселення | Клімат поселення | Клімат поселення | Клімат поселення |
| Показник                                      | Січ.             | Лют.             | Бер.             | Квіт.            | Трав.            | Черв.            | Лип.             | Серп.            | Вер.             | Жовт.            | Лист.            | Груд.            |                  |
| Середній максимум, °C                         | 8,38             | 9,47             | 10,51            | 12,71            | 15,47            | 17,85            | 18,38            | 18,99            | 17,01            | 12,90            | 9,03             | 7,05             |                  |
| Середня температура, °C                       | 4,07             | 5,16             | 6,20             | 8,40             | 11,17            | 13,54            | 15,53            | 16,16            | 14,18            | 10,06            | 6,19             | 4,22             |                  |
| Середній мінімум, °C                          | −0,24            | 0,85             | 1,90             | 4,10             | 6,86             | 9,24             | 12,69            | 13,33            | 11,34            | 7,23             | 3,37             | 1,38             |                  |
| Норма опадів, мм                              | 174              | 123              | 97               | 62               | 39               | 28               | 20               | 28               | 39               | 102              | 186              | 178              |                  |
| Середньомісячна швидкість вітру, м/с          | 3.62             | 3.46             | 3.52             | 3.52             | 3.50             | 3.52             | 3.34             | 3.03             | 2.71             | 2.86             | 3.58             | 3.66             |                  |
| Середньомісячна сонячна радіація, кДж/м²·день | 3304             | 6225             | 9870             | 14782            | 18610            | 20182            | 21118            | 18110            | 13335            | 7169             | 3721             | 2619             |                  |
| --------------------------------------------- | ---------------- | ---------------- | ---------------- | ---------------- | ---------------- | ---------------- | ---------------- | ---------------- | ---------------- | ---------------- | ---------------- | ---------------- | ---------------- |
| Джерело:                                      |                  |                  |                  |                  |                  |                  |                  |                  |                  |                  |                  |                  |                  |